# Hans Haug (Kunsthistoriker)
Hans Haug (geboren am 1. Dezember 1890 in Niederbronn im Elsass, Deutsches Reich; gestorben am 15. Dezember 1965 bei Héming) war ein  deutsch-französischer Kunsthistoriker, Konservator und Direktor der Museen in Straßburg.

## Leben und Wirken

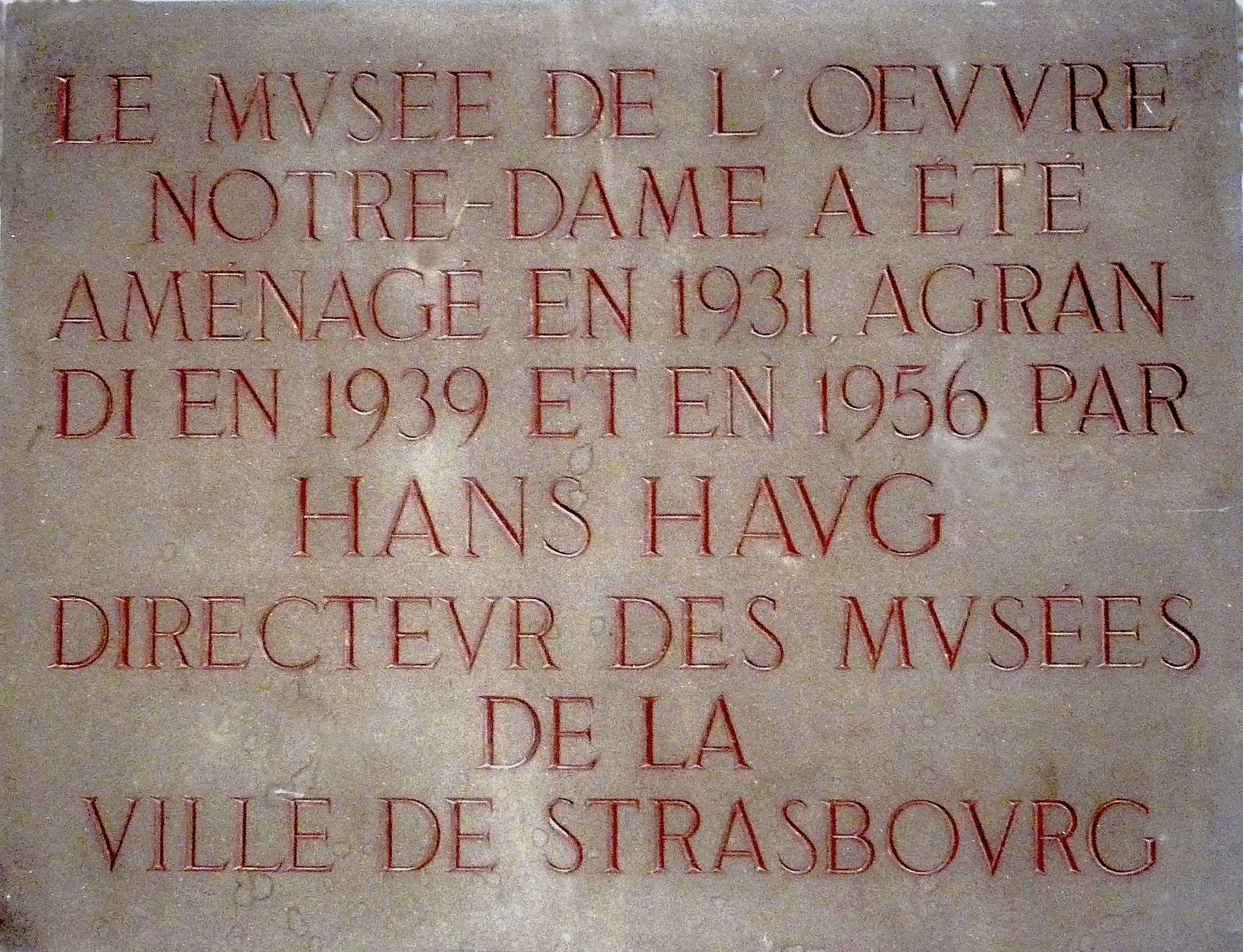
Plakette am Frauenhausmuseum

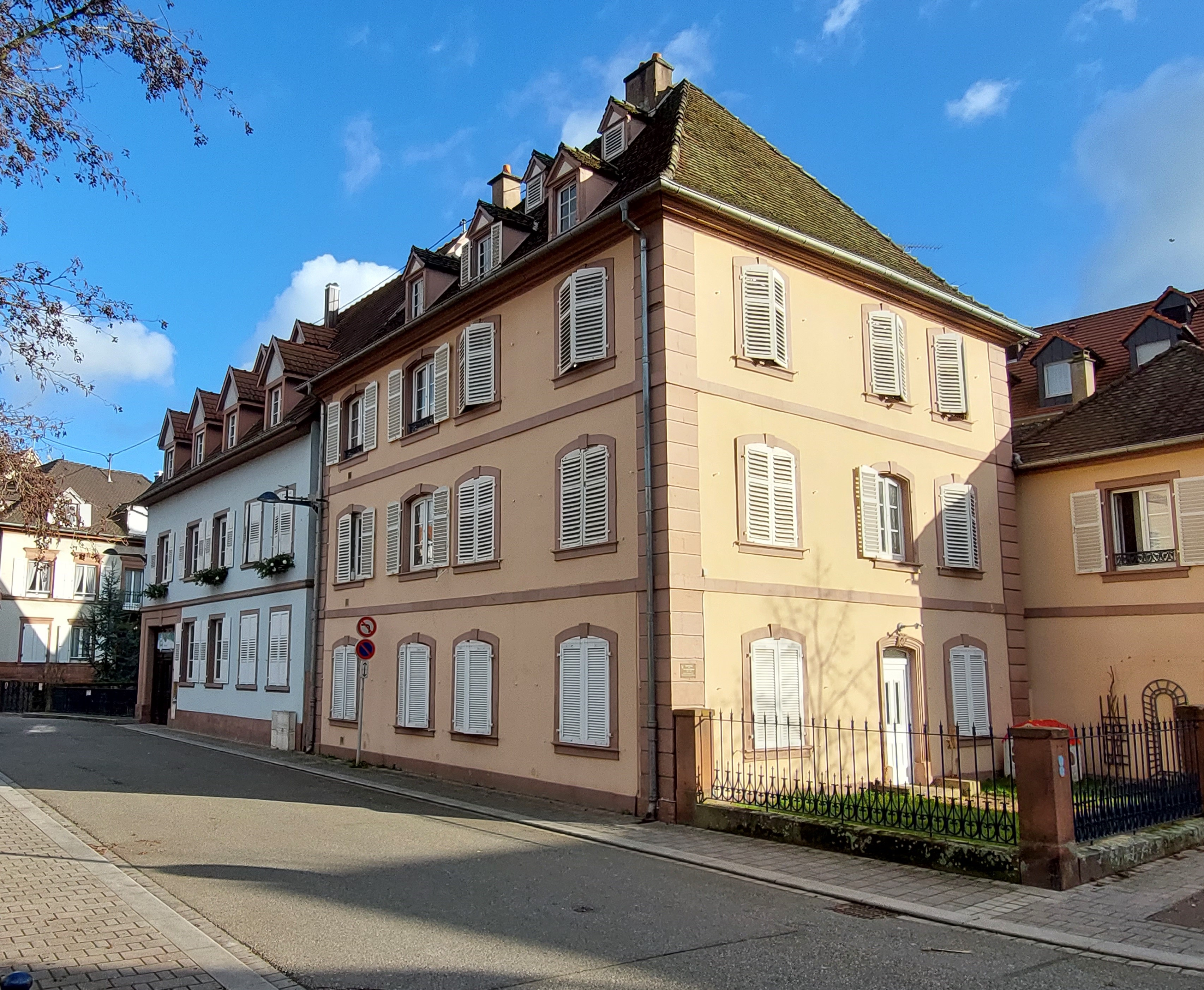
Geburtshaus Haugs in Niederbronn-les-Bains

Haug besuchte zunächst das protestantische Gymnasium in Straßburg, ehe er ein Studium in Geschichte, Kunstgeschichte und Philologie an den Universitäten Straßburg und München und an der École du Louvre in Paris absolvierte. Im Alter von 17 Jahren wurde er 1907 Museumsassistent bei Ernst Polaczek am Hohenlohe-Museum (ehemals Kunstgewerbemuseum), seit 1912 war er wissenschaftlicher Assistent für die vier Straßburger Museen: das „Musée des Beaux Arts“ (Gemäldegalerie), das „Musée des Arts Décoratifs“ (Hohenlohe-Museum), das „Musée Historique“ (Historisches Museum) und das „Musée Alsacien“ (Elsässisches Museum). Im Jahr 1914 wurde er zum Kriegsdienst in der deutschen Armee verpflichtet.
Haug trat nach seinem Einsatz im Ersten Weltkrieg im Jahr 1919 die Nachfolge von Polaczek im Palais Rohan an. Mit seinem Diplom vom 22. Dezember 1924 wurde er Konservator und gründete etwas später das Frauenhausmuseum (Musée de l’Œuvre Notre-Dame) in Straßburg. Er ordnete die Straßburger Sammlungen neu, wobei er sich insbesondere mit dem Mittelalter und der Renaissance befasste, da in diesen Zeitraum die Errichtung des Straßburger Münsters und weitere Kirchenbauten fielen. Im sogenannten Straßburger Frauenhaus wurden bereits Skulpturen aufbewahrt, die vom Münster demontiert worden waren. Bereits im 13. Jahrhundert war das Gebäude als Münsterbauhütte errichtet und mit dem Bau und der Pflege des Münsters betraut worden. Daher wählte er das gotische Gebäude mit seinen Nebengebäuden als Standort aus. Hier entstand unter seiner Leitung eine Sammlung, für die mittelalterliche Kunstwerke aus unterschiedlichen Museen mit den Beständen der Elsässischen Gesellschaft für Denkmalpflege vereint wurden. Die Öffnung einiger Räumlichkeiten des neuen Museums fand bereits im Jahr 1931 statt. Offiziell eingeweiht wurde es zur 500-Jahr-Feier der Vollendung der Spitze des Münsterturmes am 24. Juni 1339. Zu den geladenen Gästen gehörten auch die Kunsthistoriker Hans Reinhardt (1902–1984) und Kurt Martin. Das Erdgeschoss beherbergte die Skulpturen des Münsters und Kunstschmiedearbeiten. In den Obergeschossen wurden Möbel, Wandteppiche, Glasfenster und Holzskulpturen ausgestellt. Die Sammlung wurde stetig erweitert, es kamen Gemälde, Goldschmiedearbeiten, archäologische Fundstücke sowie weiteres Mobiliar und romanische Skulpturen aus anderen Museumsbeständen und Sammlungen hinzu.
Nach der Kriegserklärung war Haug für die Evakuierung der Kunstschätze der Straßburger Museen im unbesetzten Frankreich zuständig. Er quittierte am 20. Februar 1941 den Dienst bei den Städtischen Museen. Nach dem Kriegsende kehrte er zurück und wurde 1945 zum Direktor des „Musée à la Libération“ (Befreiungsmuseum) ernannt. Er setzte sich für den Wiederaufbau des Schlosses Rohan und des Musée de l’Œuvre Notre-Dame ein, die während des Krieges stark beschädigt worden waren, und brachte dort wieder Kunstsammlungen unter. 1963 ging er in den Ruhestand. Er war korrespondierendes Mitglied der Académie des Beaux-Arts und Offizier der Ehrenlegion. Haug starb bei einem Verkehrsunfall bei Eisglätte auf der Route nationale 4 auf dem Abschnitt zwischen Sarrebourg und Heming.
Neben seiner wissenschaftlichen Tätigkeit war er auch künstlerisch als Lithograph und Illustrator tätig, wofür er das Pseudonym „Balthasar“ verwendete.

## Veröffentlichungen (Auswahl)
- Grünewald (Mathis Nithart) (= Collection des maitres). Les Editions Braun, Paris 1935, OCLC 2015636.
- L’art en Alsace. Arthaud, Grenoble 1962, OCLC 431755704.
- Eugène Carrière, 1849–1906. Exposition au château des Rohan, Strasbourg, 12 juin-20 septembre, 1964. Straßburg 1964, OCLC 3008110 (Ausstellungskatalog).